# Wirtualne Gęśle

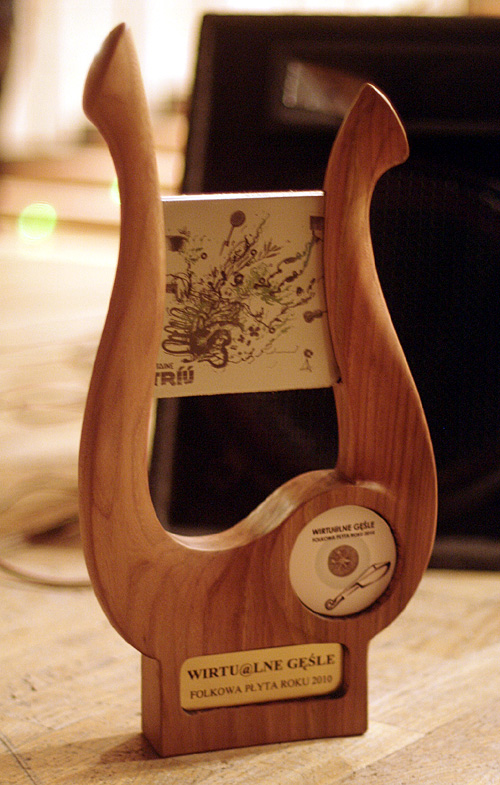
Nagroda Wirtualne Gęśle za najlepszą folkową płytę roku 2010

Wirtualne Gęśle (czasem zapisywane jako Wirtu@lne Gęśle) – internetowy plebiscyt na folkową płytę roku, towarzyszący organizowanemu przez Radiowe Centrum Kultury Ludowej konkursowi na Folkowy Fonogram Roku.
Każdego roku w plebiscycie Wirtualne Gęśle głosuje kilka tysięcy osób. Głosowanie odbywa się poprzez formularz dostępny na stronie internetowej plebiscytu. Rozstrzygnięcie następuje pierwszego dnia Festiwalu Muzyki Folkowej Polskiego Radia „Nowa Tradycja” na koncercie finałowym Folkowego Fonogramu Roku.
W plebiscycie Wirtualne Gęśle 2012 rywalizowało 86 płyt (wydanych w 2011 roku).
Według organizatorów Wirtualnych Gęśli, pomysł na plebiscyt słuchaczy powstał „w buncie przeciwko decyzji radiowego jury”.

## Laureaci plebiscytu
- 2004 (za rok 2003) – Czeremszyna – Hulaj póki czas

Wręczenie nagrody: 22 kwietnia 2004, występ Czeremszyny jako laureata Wirtualnych Gęśli podczas pierwszego dnia festiwalu Nowa Tradycja
- 2005 (za rok 2004) – Zespół Muzyki Celtyckiej Beltaine – Rockhill

Wręczenie nagrody: 14 kwietnia 2005, występ Beltaine jako laureata Wirtualnych Gęśli podczas pierwszego dnia festiwalu Nowa Tradycja
- 2006 (za rok 2005) – Michał Czachowski – Indialucia

Wręczenie nagrody: 20 kwietnia 2006, występ Michała Czachowskiego pierwszego dnia festiwalu Nowa Tradycja (jako laureata konkursu na Folkowy Fonogram Roku i Wirtualnych Gęśli)
- 2007 (za rok 2006) – Orkiestra św. Mikołaja i Kapela Romana Kumłyka Czeremosz – Huculskie Muzyki

Wręczenie nagrody: 10 maja 2007, występ Orkiestry Św. Mikołaja jako laureata Wirtualnych Gęśli podczas pierwszego dnia festiwalu Nowa Tradycja
- 2008 (za rok 2007) – Zespół Muzyki Celtyckiej Beltaine – KONCENtRAD[9]

Wręczenie nagrody: 20 kwietnia 2008, występ Beltaine w studiu im. Agnieszki Osieckiej (transmitowany na żywo na antenie Programu 3 Polskiego Radia)

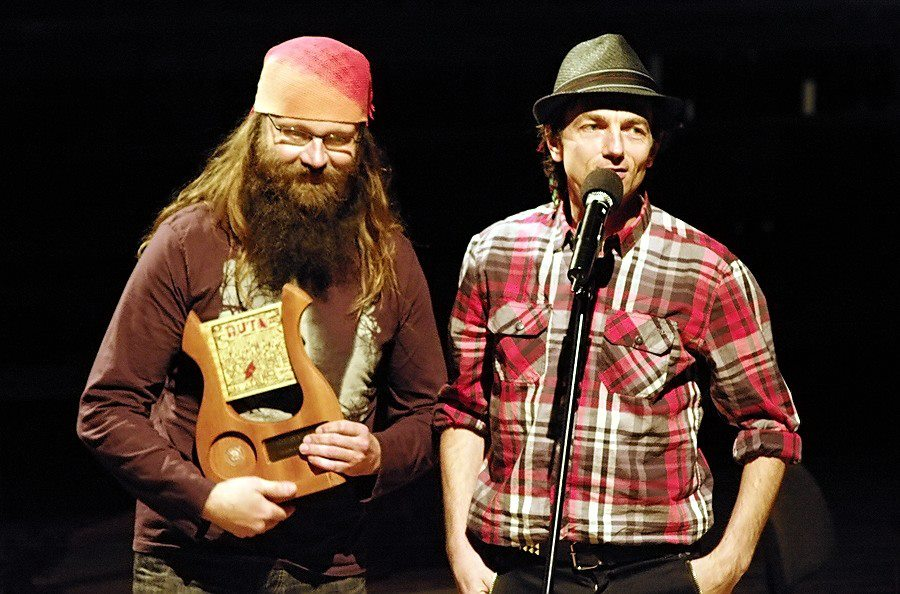
Festiwal Folkowy Polskiego Radia „Nowa Tradycja 2012” – przedstawiciele grupy R.U.T.A. Kamil Rogiński i Paweł Gumola odbierają nagrodę „Wirtualne Gęśle” za najlepszą folkową płytę roku 2011 w plebiscycie internautów.

- 2009 (za rok 2008) – Żywiołak – Nowa Ex-Tradycja

Wręczenie nagrody: 29 listopada 2009, koncert grupy Żywiołak w studiu im. Agnieszki Osieckiej (transmitowany na żywo na antenie Programu 3 Polskiego Radia)
- 2010 (za rok 2009) – Voo Voo i Haydamaky – Voo Voo i Haydamaky[12]

Wręczenie nagrody: 22 kwietnia 2010, pierwszy dzień festiwalu Nowa Tradycja
- 2011 (za rok 2010) – Beltaine – Tríú

Wręczenie nagrody: 13 listopada 2011 podczas występu grupy Beltaine w Białołęckim Ośrodku Kultury (Warszawa); statuetkę Wirtualnych Gęśli wręczył Eddie Brannigan – Pierwszy Sekretarz Ambasady Irlandii w Polsce.
- 2012 (za rok 2011) – R.U.T.A. – Gore – Pieśni buntu i niedoli XVI–XX wieku

Wręczenie nagrody: 18 maja 2012, drugi dzień festiwalu Nowa Tradycja
- 2013 (za rok 2012) – Kapela ze Wsi Warszawa – NORD[16]

Wręczenie nagrody: 16 maja 2013, pierwszy dzień festiwalu Nowa Tradycja
- 2014 (za rok 2013) – Chłopcy kontra Basia – Oj tak![17]

Wręczenie nagrody: 25 września 2014, podczas koncertu Sounds Like Poland w trakcie Warszawskiego Festiwalu Skrzyżowanie Kultur
- 2015 (za rok 2014) – Percival – Slava II[18]

Wręczenie nagrody: 10 grudnia 2015, podczas koncertu zespołu w VooDoo Club w Warszawie
- 2016 (za rok 2015) – Tęgie Chłopy – Dansing[19]

Wręczenie nagrody: 29 września 2016 r. podczas koncertu Sounds Like Poland w trakcie festiwalu Skrzyżowanie Kultur
- 2017 (za rok 2016) – Warszawska Orkiestra Sentymentalna – Umówmy się na dziś[20]

Wręczenie nagrody: 27 września 2017 r. podczas koncertu Sounds Like Poland w trakcie festiwalu Skrzyżowanie Kultur
- 2018 (za rok 2017) – Kapela Maliszów – Wiejski Dżez

Wręczenie nagrody: 11 maja 2018 r. podczas koncertu laureatów w trakcie festiwalu Nowa Tradycja
- 2019 (za rok 2018) – Percival – Slava III – Pieśni Słowian Zachodnich[21]

Wręczenie nagrody: 5 października 2019 r. podczas koncertu Percivala w Teatrze Palladium w Warszawie
- 2020  (za rok 2019) – Dziewanna – Widziadło[22]

Wręczenie nagrody: 26 września 2020 r. w trakcie koncertu Dziewanny w Warszawie
- 2021 (za rok 2020) Kapela ze Wsi Warszawa – Uwodzenie[23]

Wręczenie nagrody:?
- 2022 (za rok 2021) Velesar – Szczodre gody[24]

Wręczenie nagrody:?
- 2023 (za rok 2022) Żywiołak – Dekonstrukcja historyczna I[25]

Wręczenie nagrody:  2 lutego 2024 r. podczas koncertu Żywiołaka na Roots Music Festivalu
- 2024 (za rok 2023) Percival - Slava IV - Pieśni Słowian Przyszłości[26]
- 2025 (za rok 2025) Kapela ze Wsi Warszawa & Bassałyki – Sploty[27]

Wręczenie nagrody:?

## Najlepsze okładki płyt
Od 2006 r. plebiscytowi towarzyszy głosowanie na najlepszą okładkę płyty, biorącej udział w konkursie.
Laureaci:
- 2006 – Tomasz Modrzejewski – okładka płyty Tchort Vee Scoond Folk zespołu Shannon
- 2007 – Radosław Bułtowicz – okładka płyty Huculskie Muzyki zespołu Orkiestra św. Mikołaja i Kapela Romana Kumłyka „Czeremosz” (projekt:)
- 2008 – Maciej Hajnrich – okładka płyty KONCENtRAD Zespołu Muzyki Celtyckiej Beltaine
- 2009 – Mirek Samosiuk – okładka płyty Uśmiechnij się zespołu Czeremszyna
- 2010 – Mirosław Rekowski – okładka płyty Kaszebsczi Piestrzeń Chóru Sensus Medicus
- 2011 – Paweł Piłat – okładka płyty Berkut 3 grupy Berkut
- 2012 – Zofia Herbich – okładka płyty Requiem Polskie zespołu Monodia Polska[14]
- 2013 – Zuzanna Chańska – okładka płyty Slava! zespołu Percival[28]
- 2014 – Kamil R. Filipowski – okładka płyty Opowieści z Ziemi zespołu Angela Gaber Trio (z obrazkiem Marty Misuiuro)[29]
- 2015 – Zuzanna Chańska – okładka płyty Slavny Tur – Live in Wrocław zespołu Percival[30]
- 2016 – okładka płyty Vol. 67 zespołu Lautari[19]
- 2017 – okładka płyty Meridian 68 zespołu Dagadana autorstwa Anety Zych z ilustracjami Olyi Kravchenko[20]